# XIX Korpus Armijny (Cesarstwo Niemieckie)

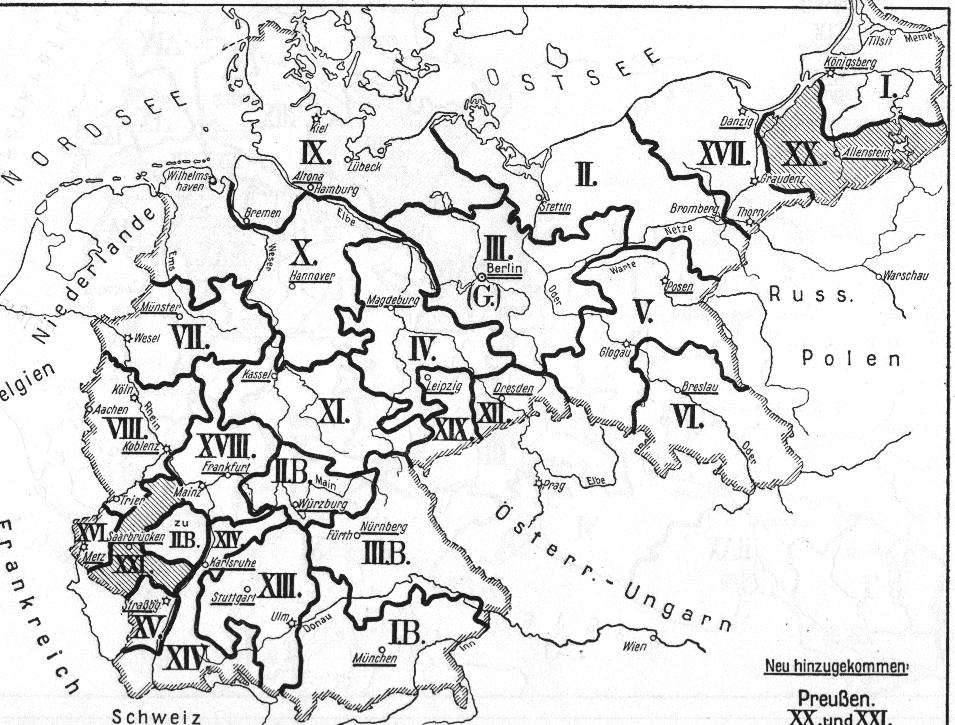
Zasięg korpusów w 1914

XIX Korpus Armijny  (niem. XIX. Armee-Korps)  – wyższy związek taktyczny Armii Cesarstwa Niemieckiego. 

## Charakterystyka
29 czerwca 1912 armię niemiecką zorganizowano w 25 korpusów prowadzących rekrutację na terenach 22 terytorialnych okręgów korpuśnych. Każdy korpus tworzyły dwie dywizje piechoty, zwykle o kolejnych numerach. Korpusy zgrupowane były w osiem inspekcji armii. Barwą XIX KA był kolor czerwony.
W sierpniu 1914 rozwinięto w Niemczech do etatów wojennych związki operacyjne (armie). W skład 3 Armii wszedł między innymi XIX Korpus Armijny. W I wojnie światowej korpus walczył na froncie zachodnim.
Korpus na stopie wojennej początkowo składał się ze sztabu korpusu, oddziałów korpuśnych i dwóch dywizji piechoty. Jednak wojna pozycyjna wymusiła bardziej płynną organizację korpusów, która umożliwiałaby przerzucanie nawet do sześciu dywizji na odcinki korpusów znajdujących się na głównym wysiłku obrony. Reformę tę sformalizowano w grudniu 1916, a Korpus od tej pory traktowano jako tymczasowe zgrupowanie poszczególnych dywizji.

## Struktura organizacyjna
Skład od 2 VIII 1914 do 20 IX 1915:
- dowództwo korpusu
- 24 Dywizja Piechoty
- 40 Dywizja Piechoty
- II/19 pułku artylerii pieszej
- 24 oddział lotniczy
- 19 oddział łączności
- 22 oddział saperów

## Dowódcy korpusu
| Stopień           | Imię i nazwisko         | Okres                      |
| ----------------- | ----------------------- | -------------------------- |
| Generał piechoty  | Heinrich von Treitschke | 25 III 1899 – 21 IV 1904   |
| Generał piechoty  | Alexander von Eckstädt  | 22 IV 1904 – 26 XI 1907    |
| Generał artylerii | Hans von Kirchbach      | 27 XI 1907 – 27 XI 1913    |
| Generał kawalerii | Maximilian von Laffert  | 30 XI 1913 – 20 VII 1917   |
| Generał piechoty  | Adolph von Carlowitz    | 8 VIII 1917 – 8 VIII 1918  |
| Generał lejtnant  | Karl Lucius             | 9 VIII 1918 do końca wojny |